# Durhamská katedrála
Durhamská katedrála, oficiálně "Katedrální kostel Ježíše Krista, blahoslavené Panny Marie a Svatého Cuthberta z Durhamu" (Cathedral Church of Christ, Blessed Mary the Virgin and St Cuthbert of Durham) v anglickém městě Durhamu je trojlodní románská a gotická stavba se dvěma věžemi v průčelí a mohutnou věží nad křížením. Je sídlem biskupa Durhamské diecéze Anglikánské církve. Současná 143 m dlouhá stavba vznikla v letech 1093-1130 a je centrem křesťanských bohoslužeb do současné doby. Je považována za jeden z nejkrásnějších příkladů normanského slohu v Evropě a je spolu s Durhamským hradem součástí Světového dědictví UNESCO.

## Historie

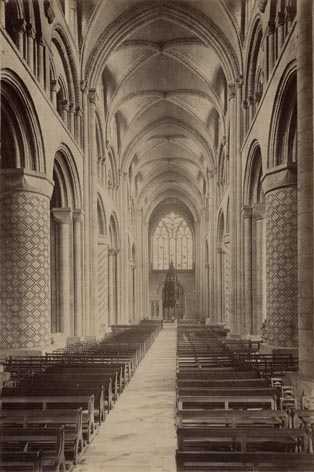
James Valentine: Durhamská katedrála, 1890

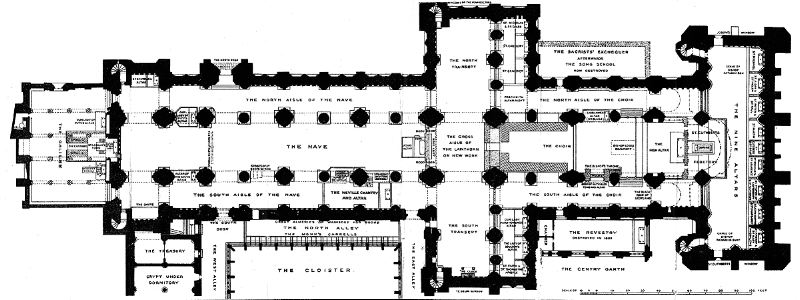
Půdorys kostela (sever nahoře)

Roku 995 si skupina mnichů z Lindisfarne vybrala kopcovitý poloostrov jako místo stavby kostela, do nějž uložili ostatky svatého Cuthberta. Podle legendy je sem přivedla dojička, které se zatoulala kráva a našla ji na tomto místě odpočívat. Hlavním důvodem výběru tohoto místa byla však zřejmě jeho výhodná poloha, která umožňovala dobrou obranu před útočníky.
Původně zde vznikla pouze přechodná dřevěná stavba sloužící k úschově ostatků svatého Cuthberta. Ty byly později přemístěny do masivnější, zřejmě také dřevěné stavby známé jako Bílý kostel. Roku 998 byl tento kostel nahrazen kamennou stavbou, z níž byla nedostavěná v roce 1018 pouze západní věž. Se vzrůstajícím kultem svatého Cuthberta se Durham brzy stal cílem mnoha poutníku. Jedním z prvních byl i král Knut I. Veliký, který Durhamu udělil mnohá privilegia a věnoval rozsáhlé pozemky.
Stavba první katedrály byla zahájena roku 1093. Je mimo jiné pozoruhodná žebrovaným stropem střechy hlavní chrámové lodi, jejíž oblouky jsou podpírány relativně štíhlými pilíři. Tyto prvky jsou předchůdci gotické architektury, která se objevuje v severní Francii o několik desetiletí později. Dovedné využití lomených oblouků a žebrovaného stropu umožnilo zastřešení daleko strukturovanější plochy než u předchozích staveb.

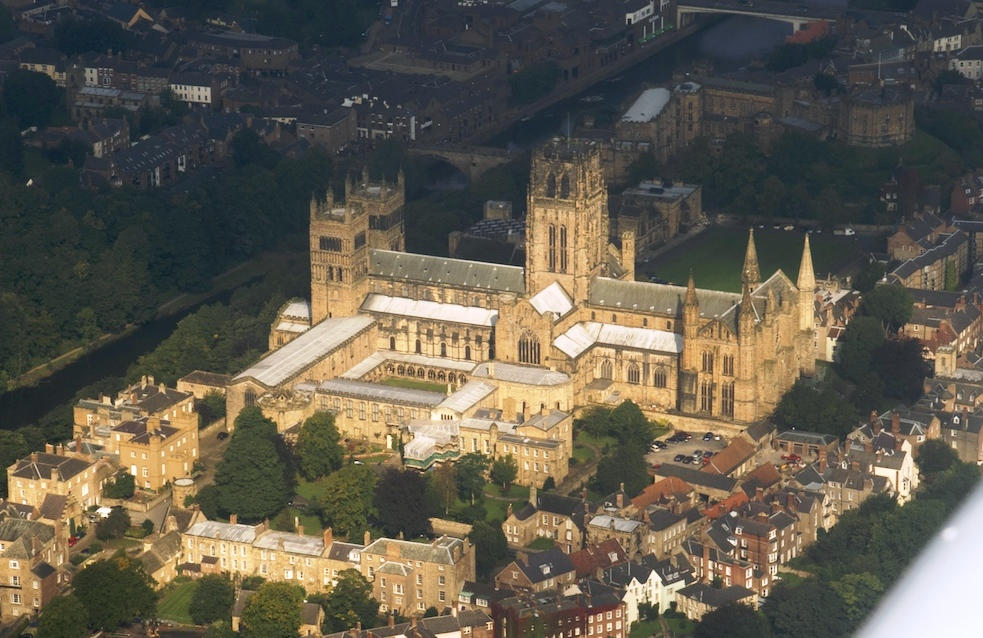
Durham, katedrála a hrad

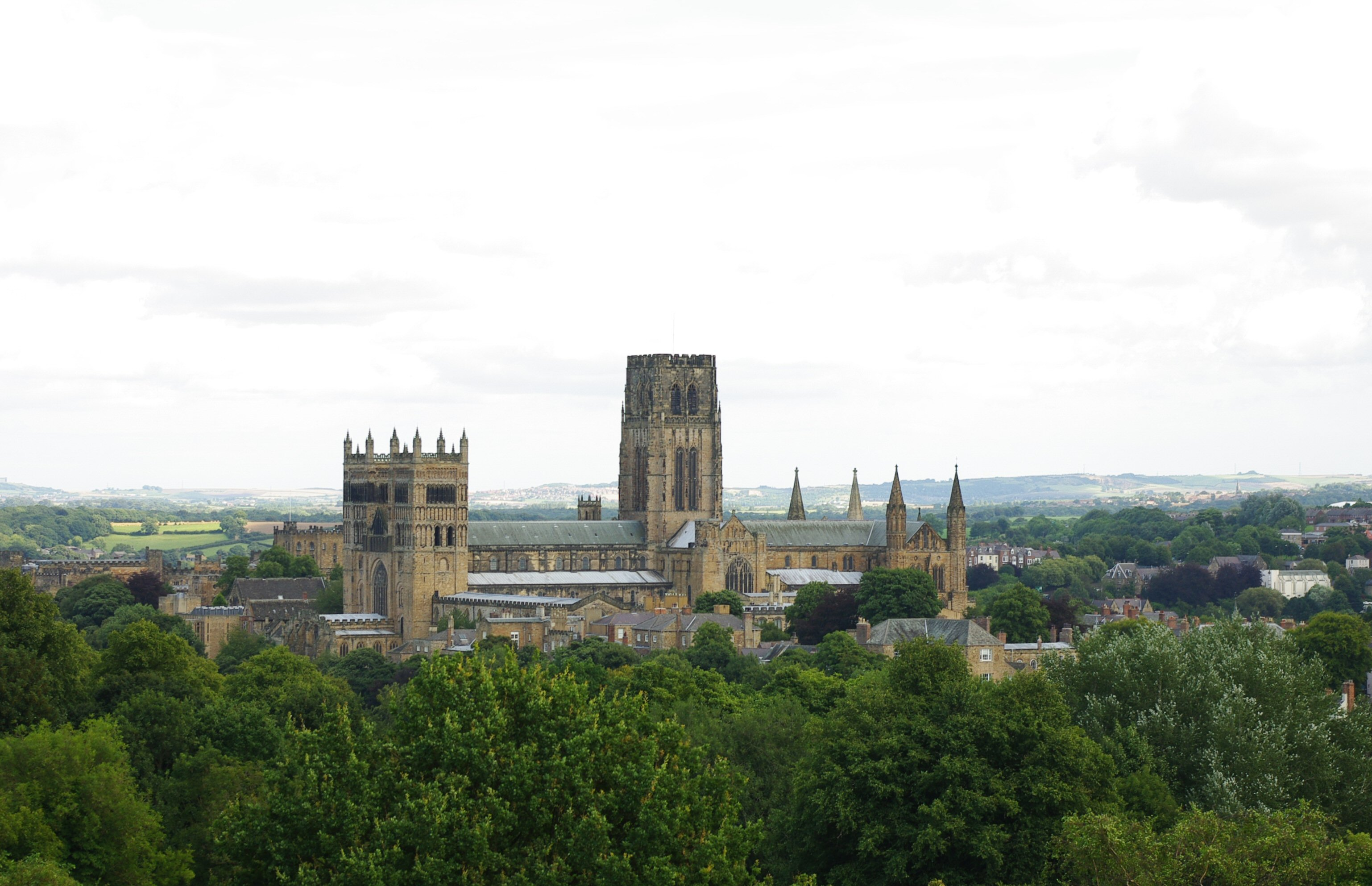
Durhamská katedrála

V letech 1175-1189 byl postaven nartex , který sloužil jako tzv. Lady Chapel - kaple Panny Marie, kam v té době mohly ženy, jimž byl zakázán vstup do jiných částí chrámu. To byl zřejmě důvod, proč byla umístěna poměrně neobvykle na západě objektu. 
Jsou zde uloženy ostatky Bedy Ctihodného a biskupa Lengleyho, jehož hrobka se nachází u západního vstupu do katedrály.  Ve 13. století nahradila románský chór příčně postavená Kaple devíti oltářů.  Hlavní věž z té doby byla roku 1429 zničena úderem blesku, takže současná 66 m vysoká věž byla dokončena roku 1455.
Cuthbertova hrobka byla na příkaz Jindřicha VIII. roku 1538 zničena a dochoval se pouze skromný kamenný podstavec. O dva roky později, roku 1540, byl benediktinský klášter zrušen a jeho poslední převor se stal prvním děkanem katedrály.
V roce 1650 byla katedrála použita Cromwellovým vojskem jako vězení pro skotské zajatce po Bitvě u Dunbaru, jež proběhla 3. září 1650. Odhaduje se, že zde zemřelo asi 3 000 vězňů, kteří zde byli drženi v nelidských podmínkách, většinou bez jídla a vody.
Roku 1986 byla katedrála a hrad zařazeny na seznam světového dědictví.